# Wystarczy być (film)
Wystarczy być (ang. Being There) – amerykańska tragikomedia z 1979 na podstawie powieści Wystarczy być Jerzego Kosińskiego.
Pierwotnie prawa do książki nabył przyjaciel autora powieści, Gene Gutowski.

## Fabuła
Chance (Peter Sellers) jest ogrodnikiem, który nigdy nie opuszcza domu swojego pracodawcy i opiekuna. Jego wiedza o świecie opiera się wyłącznie na telewizji. Pewnego dnia jego pracodawca umiera i Chance musi opuścić dom. Gdy wędruje po ulicach, zostaje potrącony przez samochód małżeństwa milionerów (Eve - Shirley MacLaine i Bena - Melvyn Douglas). Swoją prostolinijnością zyskuje uznanie Bena i wkrótce staje się jego najbliższym przyjacielem i zausznikiem. Eva i Ben, przekonani o jego niezwykłej inteligencji i erudycji, wprowadzają Chance’a w krąg politycznych i kulturalnych elit Waszyngtonu, gdzie Chance wkrótce robi oszałamiającą karierę.

## Obsada
- Peter Sellers – Chance
- Shirley MacLaine – Eve Rand
- Melvyn Douglas – Benjamin Rand
- Jack Warden – prezydent „Bobby”
- Richard Dysart – Dr Robert Allenby
- Richard Basehart – Vladimir Skrapinov
- Ruth Attaway – Louise
- David Clennon – Thomas Franklin
- Fran Brill – Sally Hayes
- Denise DuBarry – Johanna

## Nagrody i nominacje
Oscary za rok 1979
- Najlepszy aktor drugoplanowy – Melvyn Douglas (wygrana)
- Najlepszy aktor – Peter Sellers (nominacja)

Złote Globy 1979
- Najlepszy aktor w komedii/musicalu – Peter Sellers (wygrana)
- Najlepszy aktor drugoplanowy – Melvyn Douglas (wygrana)
- Najlepsza komedia/musical (nominacja)
- Najlepsza reżyseria – Hal Ashby (nominacja)
- Najlepszy scenariusz – Jerzy Kosiński, Robert C. Jones (nominacja)
- Najlepsza aktorka w komedii/musicalu – Shirley MacLaine (nominacja)